# Nenad Šulava
 Nenad Šulava  (ur. 25 grudnia 1962 w Osijeku, zm. 4 września 2019) – chorwacki szachista, arcymistrz od 2000 roku.

## Kariera szachowa
W 1982 r. reprezentował Jugosławię na mistrzostwach świata (w Kopenhadze) oraz Europy (w Groningen) w kategoriach do 20 lat, lepszy wynik osiągając w Danii, gdzie podzielił VIII-XI miejsce (wspólnie z Larsem Schandorffem, Jóhannem Hjartarsonem i Niazem Murshedem). W tym samym roku zwyciężył w kołowym turnieju juniorów w Hamburgu. W pierwszych latach XXI wieku należał do ścisłej czołówki chorwackich szachistów, dwukrotnie (2000, 2002) uczestnicząc w szachowych olimpiadach, jak również (2003) w drużynowych mistrzostwach Europy.
Zmarł po długiej chorobie 4 września 2019 roku i został pochowany w Monako. Šulava był żonaty aż do śmierci z Martine Dubois, która posiada tytuł mistrzyni międzynarodowej (WIM).
Odniósł szereg sukcesów w turniejach międzynarodowych, m.in. zwyciężając bądź dzieląc I miejsca w:
- 1996 – Wiedniu, Mediolanie (wspólnie z Mišo Cebalo),
- 1997 – Toscolano (wspólnie z Giulio Borgo i Zenonem Franco),
- 2000 – Paksie,
- 2001 – Kairze (wspólnie z m.in. Igorsem Rausisem, Drazenem Sermkiem, Aleksiejem Barsowem, Siergiejem Kasparowem, Azerem Mirzojewem, Aleksandrem Fominychem), Hyères (wspólnie z Aleksandrem Delczewem),
- 2002 – Imperii (wspólnie z m.in. Milosem Jirovskym i Aleksandrem Delczewem), Nicei (wspólnie z Andriejem Szczekaczewem),
- 2003 – Monte Carlo, Cortinie d’Ampezzo (wspólnie z Igorem Jefimowem i Arkadijem Rotsteinem),
- 2004 – Puli (wspólnie z m.in. Ognjenem Cvitanem, Robertem Zelciciem, Michele Godeną, Hrvoje Steviciem i Bojanem Kurajicą), Cortinie d’Ampezzo (wspólnie z Vladimirem Kosticiem i Miroljubem Laziciem),
- 2005 – Omisie, Asiago, Avignon (wspólnie z Laurentem Guidarellim), Nicei (wspólnie z Miroljubem Laziciem i Josephem Sanchezem),
- 2006 – Montecatini Terme (wspólnie z Manuelem Apicellą), Bazylei (wspólnie z Wadimem Małachatko), Nicei – dwukrotnie (samodzielnie oraz wspólnie z Bogomiłem Andonowem), Imperii (wspólnie z Richardem Biolkiem),
- 2007 – Imperii, Nicei,
- 2008 – Menton, Genewie (wspólnie z Hichamem Hamdouchim).

Najwyższy ranking w karierze osiągnął 1 lipca 2002 r., z wynikiem 2556 punktów zajmował wówczas 6. miejsce wśród chorwackich szachistów.